# Ville Disunite
Con la definizione Ville Disunite si intende storicamente una vasta zona della provincia di Ravenna posta a sud-ovest del comune di Ravenna, confinante a sud-est con la omologa zona denominata "Ville Unite".

Posta a sud-ovest dei fiumi Uniti, corso d'acqua formato dalla confluenza dei fiumi Ronco e Montone, essa trae la sua denominazione dal fatto di essere delimitata nei suoi confini dal tracciato dei due fiumi non ancora uniti insieme (ovvero "disuniti").
Il suo territorio è delimitato dal poligono formato da via Classicana, via San Vitale (fino all'incrocio con via Ravegnana, asse Faenza-Ravenna), località San Pancrazio, il fiume Montone, il confine sud della provincia di Ravenna e la strada Ravegnana (asse Forlì-Ravenna), attuale S.S. 67, posta sull'asse del fiume Ronco.

All'interno dell'area sono situati i paesi di Godo, San Pancrazio, Villanova, San Marco, Roncalceci, San Pietro in Trento, mentre Ghibullo e Coccolia sono condivise con le "Ville Unite".
Durante la Resistenza "Ville Disunite" fu una delle zone poste sotto il controllo di un Distaccamento della 28ª Brigata Garibaldi "Mario Gordini", intitolato a Sauro Babini, partigiano medaglia d'argento al valor militare nativo di Roncalceci, a cui è stata dedicata la strada principale della città.